# Satilatlas monticola
Espèce
Satilatlas monticola est une espèce d'araignées aranéomorphes de la famille des Linyphiidae.

## Distribution
Cette espèce se rencontre aux États-Unis au Colorado et au Canada au Manitoba,.

## Description
Le mâle holotype mesure 1,60 mm.

## Publication originale
- Millidge, 1981 : The erigonine spiders of North America. Part 5. The genus Satilatlas (Araneae, Linyphiidae). Bulletin of the American Museum of Natural History, no 170, p. 242-253 (texte intégral).